# Ebala nitidissima
Ebala nitidissima är en snäckart som först beskrevs av Montagu 1803.  Ebala nitidissima ingår i släktet Ebala, och familjen Ebalidae. Enligt den svenska rödlistan är arten otillräckligt studerad i Sverige. Arten förekommer i Götaland. Artens livsmiljö är havet.

## Bildgalleri

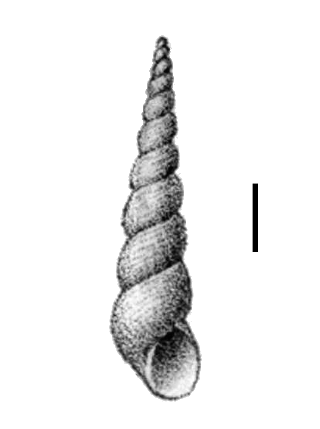
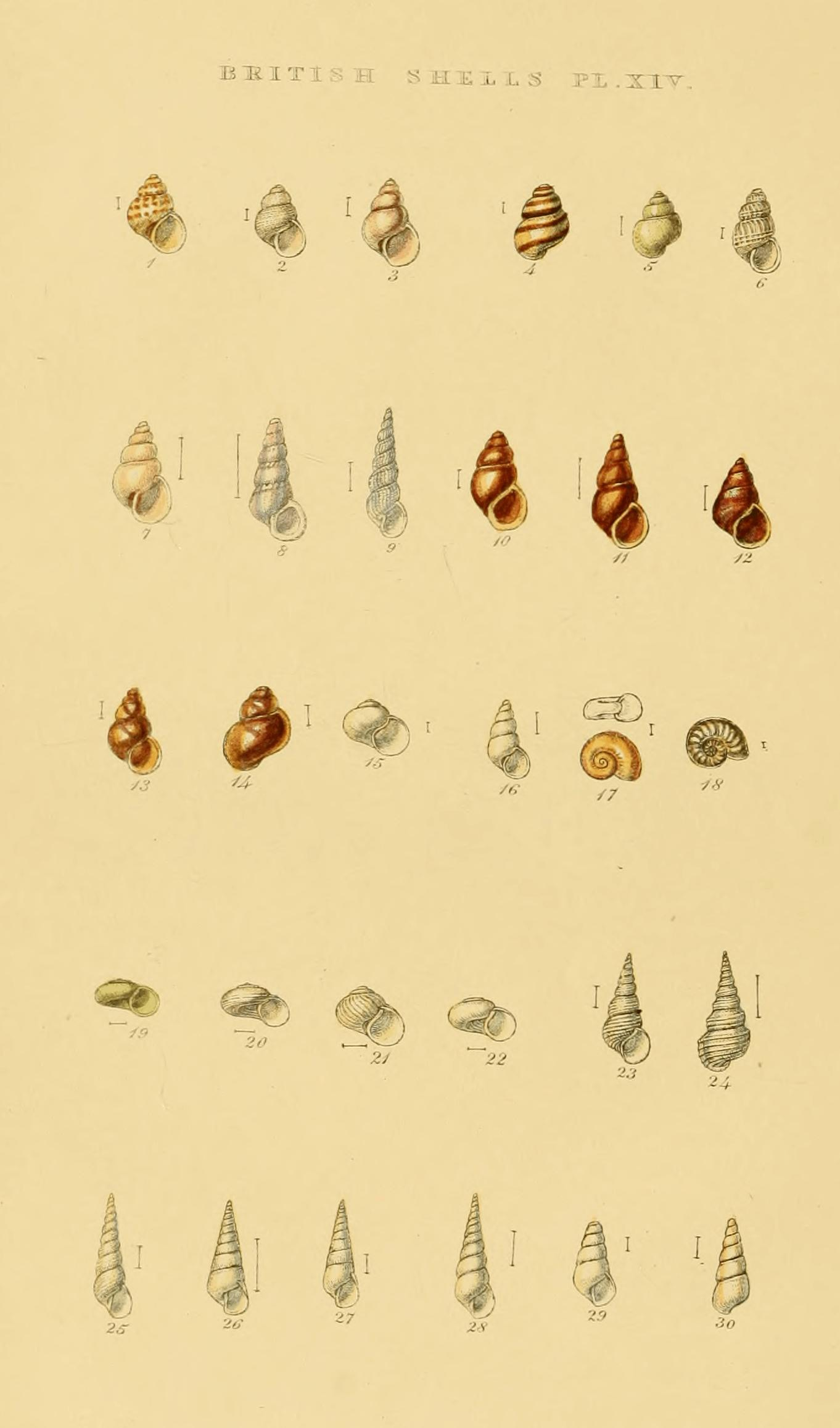